# قلعه خواجه (اندیکا)
قلعه خواجه یکی از شهرهای استان خوزستان و مرکز شهرستان اندیکا است. این شهر به دلیل همجواری به رشته کوه‌های زاگرس دارای آب و هوای معتدل و کوهستانی می‌باشد.  

## موقعیت جغرافیایی
شهرستان اندیکا از دید جغرافیایی بین ۴۹ درجه و ۵۳ دقیقه تا ۴۹ درجه و ۵۲ دقیقه طول شرقی از نصف النهار گرینویچ و بین ۳۱ درجه و ۴۳ دقیقه تا ۳۲ درجه و ۳۹ دقیقه عرض شمالی از خط استوا در حاشیه شرقی استان خوزستان واقع گردیده است و بلندای آن از روی دریا بین ۷۰۰ الی ۸۰۰ متر می‌باشد.

## اقلیم
شهرستان اندیکا از لحاظ اقلیمی دارای آب و هوایی معتدل و کوهستانی است. بهاری زودرس اما سرسبز و پر طراوت دارد که از اوایل اسفند ماه آغاز می‌گردد و از اوایل خرداد ماه هوای بهاری به تدریج جای خود را به گرما می‌دهد. به عبارت دیگر تمام نواحی جنوبی این منطقه دارای بهاری دل‌انگیز و تابستانی گرم و پاییزی کوتاه و مطبوع و زمستانی معتدل است. مناطق شمالی آن دارای زمستان‌های سرد همراه با برف و تابستان‌های معتدل می‌باشد.

## جمعیت
طبق آخرین آمار در سال ۱۳۹۵، نزدیک به ۲۰،۴۰۸ نفر جمعیت این شهر می‌باشد.

## زبان
مردم این شهر لر بختیاری هستند و به زبان لری گویش بختیاری صحبت می‌کنند.

## گردشگری
از دیدنی‌های این شهر می‌توان به دشت شیمبار، آبشار طوف کما و قلعه‌بردی اشاره کرد.

## چهره‌های سرشناس
- منوچهر علیرضایی (اولین بخشدار و اولین فرماندار)
- امیدوار رضایی (نماینده مجلس شورای اسلامی)
- اسماعیل جلیلی (نماینده دوره نهم مجلس شورای اسلامی)
- جهانشاه دانش (نماینده دوره چهارم مجلس شورای اسلامی)
- همایون یوسفی (نماینده دوره دهم مجلس شورای اسلامی)